# 小田急2300形電車
小田急2300形電車（おだきゅう2300がたでんしゃ）は、かつて小田急電鉄に在籍した電車である。

## 概要
1955年（昭和30年）、特急専用車である1700形の増備車として導入されたが、当初から「新形特急車両の導入までのつなぎ役」とされていた。運輸部門からは、1700形と共通運用とすることから同形式と同じ3両編成で座席配置も揃えるという要望が強かったが、当時通勤車の最新形式であった2200形の機器・走行装置はそのまま使用するという前提から、同形式と同様の17.5 m車による4両編成となり、座席配置も1700形とは異なるものになった。形式は4両ともデハ2300形で車号は以下の通り。
- デハ2301 - デハ2302 - デハ2303 - デハ2304

新形特急車両の3000形（SE車）が4編成揃った1959年（昭和34年）には特急運用から外れ、特急の補完を行なう準特急用の2扉セミクロスシートの車両に改造され、同時に新造された2320形2編成とともに準特急および急行用として使用された。
その後、1963年（昭和38年）に3100形（NSE車）の導入に伴い準特急が廃止となり、2320形とともに3扉ロングシートの通勤車両へ再度改造された。改造後は2200形・2220形・2320形と共通運用で使用され、4形式とも搭載制御装置にちなみABFM車（またはFM車）と呼称された。
1982年（昭和57年）8月に4両全車両がABFM車では初となる廃車となり、廃車後は富士急行に売却された。
なお、本節では以下、小田原方面に向かって右側を「山側」、左側を「海側」と表記する。

## 導入の経緯
小田急の特急ロマンスカーは、初の特急専用車でありその地位を不動のものにしたとされている1700形が1951年-1952年に導入されて以後その利用者数は増加の一途をたどり、1953年4月21日のダイヤでは同形式3編成により箱根特急7往復と、夏季の江ノ島特急が2往復が設定されていた。
一方で、小田急では1948年に設置された輸送改善委員会の第1回委員会の試題の一つとして取り上げられて以降、新宿駅から小田原駅までを60分で結ぶことが目標とされ、当時としては画期的な高性能新型特急車両の開発・設計が1949年6月から1954年7月まで進められ、7月19日の軽量車研究会の第7回会議で時期、構造、諸元等が討議され、一応の結論を得ていた。しかしながら、特急の利用者数の増加は予想を上回り、1954年頃には更なる増備が営業部門から強く要望される事態になり、新型特急車両の導入を待つ余裕はないと判断されたため、1954年9月11日の常勤役員会においてSE車の導入が決定された際に合わせて暫定的な特急車の増備として本形式1編成の導入が決定されている。なお、この年には通勤車に2200形がカルダン駆動方式で導入されており、特急車を旧式の吊り掛け駆動方式で増備する情勢ではないという判断から、本形式は2200形の走行機器と特急用の車体を組み合わせた4両編成の車両とされることとなり、東急車輛製造から1955年（昭和30年）に導入されている。

## 車両概説

### 車体
先頭車・中間車とも車体長17000 mm・全長17500 mmで、車体幅は1700形と同じく2800 mmで2200形の2700 mmよりも広くなっている。客用扉は先頭車のデハ2301・デハ2304の連結面寄に幅1100 mmの手動扉を1箇所のみ設置し、中間車のデハ2302・デハ2303には客用扉は設置せず、デハ2302の山側・小田原方とデハ2303の海側・新宿方に500 mm幅の非常用扉各1箇所を設けた。 側窓は、2200形と同じ1000 mm幅とするとシートピッチと合わないだけでなく、1700形よりも窓の大きさが小さくなるが、当時の技術では軽量構造の車体で窓の幅を拡大することは不可能と判断されたため、窓幅を800 mm、窓柱を100 mmとすることで、窓配置とシートピッチを合わせている。この結果、窓と扉の配置はデハ2301・デハ2304がd14(1)D（d：乗務員扉、D：客用扉、()：戸袋窓）、デハ2302が17d（非常口の反対側側面は1-17で扉なし）、デハ2303が17d（非常口の反対側側面は1-16で扉なし）となった。
正面は2200形と同様の前面2枚窓であるが、2300形では窓の幅を1100 mm、高さを880 mmとした金属枠のものとしてと大型化するとともに窓部分に傾斜をつけた「湘南形」スタイルとなった。前照灯が埋め込み式1灯で、その脇に複音汽笛が2個装備されたほか、窓左右上部に赤色の尾灯が、正面左右下部に白色の種別表示灯が設置された。
塗装は腰部と上部が青色、窓周りが黄色という、当時の特急色であったが、正面下部の塗り分けは国鉄80系電車と同様の曲線的パターンとなった。
構体は高張力鋼のプレス鋼材を多用し、普通鋼を併用して全て溶接組み立てとしたもので、台枠では中梁と横梁が高張力鋼、端梁と側梁が普通鋼、車体骨組は高張力鋼、外板は2.3 mm厚、屋根は1.6 mm厚のそれぞれ普通鋼、床板は亜鉛板を接着した15 mm厚の耐水ベニヤ板としており、これは2200形と同様の構成となっている。

### 内装
内装は1700形では桜材のニス塗りであったのに対し、天井は1.6 mm厚のアルミ板の白色エナメル塗装、側壁面にはクリーム色のメラミン樹脂材の化粧板が使用され、床は6 mm厚の濃緑色リノリウム貼りとなり、明るく近代的なムードになった。室内灯は、1700形第3編成と同じく天井中央1列の白色カバー内に蛍光灯を2列に並べて設置し、新たにその基部に外気導入口のフィンを設置している。窓は高さ850 mmの金属枠のもので、クリーム色の巻取り式カーテンが設けられた。
座席は転換式リクライニングシートをシートピッチ900 mmで配置した。この座席は転換式ではあるが、通常18度の角度である背もたれがボタン操作によってさらに6度リクライニングする構造で、小田急では初のリクライニングシート採用例となったものの、角度の固定に難があり、背もたれの高さが不ぞろいになることが多いなど、あまり評価は高くなかった。また、デハ2301・デハ2304の乗降扉部に計2箇所、デハ2302・デハ2303の非常口部に1箇所の折畳式補助席が設けられている 。
デハ2303の海側の車体中央には長さ3000 mm、奥行き1000 mmのカウンターを持つ喫茶スタンドが設置されており、1700形の各々2200 mm、950 mmより拡大された一方で同形式では設置されていた丸イスは設けられず、よりシートサービスの拠点に特化したものとなった。デハ2302の非常口の反対側（海側・小田原寄）にはトイレが、デハ2303の非常口の反対側（山側・新宿寄）には放送室が設けられ、放送室には1700形に引続きレコードプレーヤーが設置されたほか、新たに室内騒音に応じて放送音量を自動調整するための集音マイクが設置されている。

### 主要機器
主要な機器は2200形とほぼ同様であり、交直流電動発電機と電動空気圧縮機をデハ2301・デハ2304に、直流電動発電機をデハ2304に、主制御器と集電装置をデハ2302・デハ2303に搭載している。
主電動機は私鉄経営者協会制定の標準主電動機仕様書L-75-Yに準じた75 kW（端子電圧340 V）の三菱電機MB-3012-B2形を使用しており、駆動装置は直角カルダン駆動方式である。
主制御器は2200形と同一の直列10段、並列9段、弱め界磁3段、発電ブレーキ13段のABFM-108-15MDHBで、架線電圧1350 V・定員乗車時に起動加速度3.0 km/h/s、発電ブレーキの減速度は4.8 km/h/sで、定格速度は直列、並列、弱界磁各最終段でそれぞれ19、40、49 km/hとなっている。
ブレーキ装置は2200形と同一のHSC-D電磁直通式・電空併用ブレーキを、電動空気圧縮機は容量700 l/minのA-2をそれぞれ搭載している。
台車は私鉄経営者協会制定の標準台車仕様書N17-R22に準じた2200形のFS-203に、歯車箱循環パイプの追加などの若干の改良をした住友金属工業製のFS-203Aを使用している。主な仕様は台車枠は一体鋳鋼製、軸箱支持方式はアルストムリンク式で、軸距は2200 mm、動輪径は860 mmで、重量は駆動装置を含め5560 kg、基礎ブレーキ装置は片押式でブレーキシリンダは台車装荷となっている。
電動発電機は交直流電動発電機は出力交流100 V / 2.5 kVA・直流1.5 kW / 100 VのCLG-107C、直流直流電動発電機は11-Sを、蓄電池は容量38 Ahのアルカリ蓄電池をそれぞれ搭載している。

## 沿革

### 特急車時
1955年4月1日より特急列車として運用を開始しており、これに先立つ3月25日のダイヤ改正で、箱根特急はそれまでの1700形3編成による最大7往復から、1700形3編成と2300形1編成による最大9往復に増発されている。1700形の編成定員が3両編成で186人であったのに対して、本形式では4両編成で240人と増加して特急ロマンスカーの輸送力増強に貢献しており、利用客の多い時間帯の「あしがら」「はこね」での運用でよく用いられていた。このダイヤにおける4月時点での箱根特急の各列車は以下の通りで、新宿 - 小田原間は76分の運転であったほか、夏季の江ノ島特急および納涼電車でも運用されていた。なお、特急列車はダイヤ改正時に最大運転時の列車を設定し、需要および車両運用に応じて月ごとに運転列車を決定する方式となっていた。
| - 下り - 4003（あしのこ、休日）：新宿8:00発→箱根湯本 - 4005（明星、毎日）：新宿8:30発→箱根湯本 - 4007（あしがら、毎日）：新宿9:00発→箱根湯本 - 4009（さがみ、毎日）：新宿9:30発→箱根湯本 - 4011（初花、休前日）：新宿12:00発→箱根湯本 - 4013（明神、毎日）：新宿13:00発→箱根湯本 - 4015（はこね、毎日）：新宿14:00発→箱根湯本 - 4017（乙女、毎日）：新宿15:00発→箱根湯本 - 4019（神山、休日・休前日）：新宿16:00発→箱根湯本 | - 上り - 4002（あしのこ、運転無し）：箱根湯本10:00発→新宿 - 4004（あしがら、毎日）：箱根湯本11:00発→新宿 - 4005（明星、毎日）：箱根湯本12:00発→新宿 - 4006（さがみ、毎日）：箱根湯本13:00発→新宿 - 4010（初花、休前日）：箱根湯本14:00発→新宿 - 4012（明神、毎日）：箱根湯本15:00発→新宿 - 4014（はこね、毎日）：箱根湯本16:00発→新宿 - 4016（乙女、毎日）：箱根湯本17:00発→新宿 - 4018（神山、休日・休前日）：箱根湯本18:00発→新宿 |

1956年4月にはさらに1往復（金時、新宿発17:00、箱根湯本発19:00）が増発された。その後、1957年7月にSE車が運用を開始し、同年夏の江ノ島特急をもって1700形が特急列車の運用から外された後はSE車3編成と本形式1編成で特急列車が運行され、1958年4月のダイヤ改正では新宿 - 小田原間70分運転となっていたが、SE車の第4編成の導入に伴う1959年4月1日のダイヤ改正で箱根特急の全列車がSE車による新宿 - 小田原間の67分運転となったため、当初より「SE車が導入するまでのつなぎ役」という目的で製造された本形式は特急車両の運用から外された。

### 準特急車時

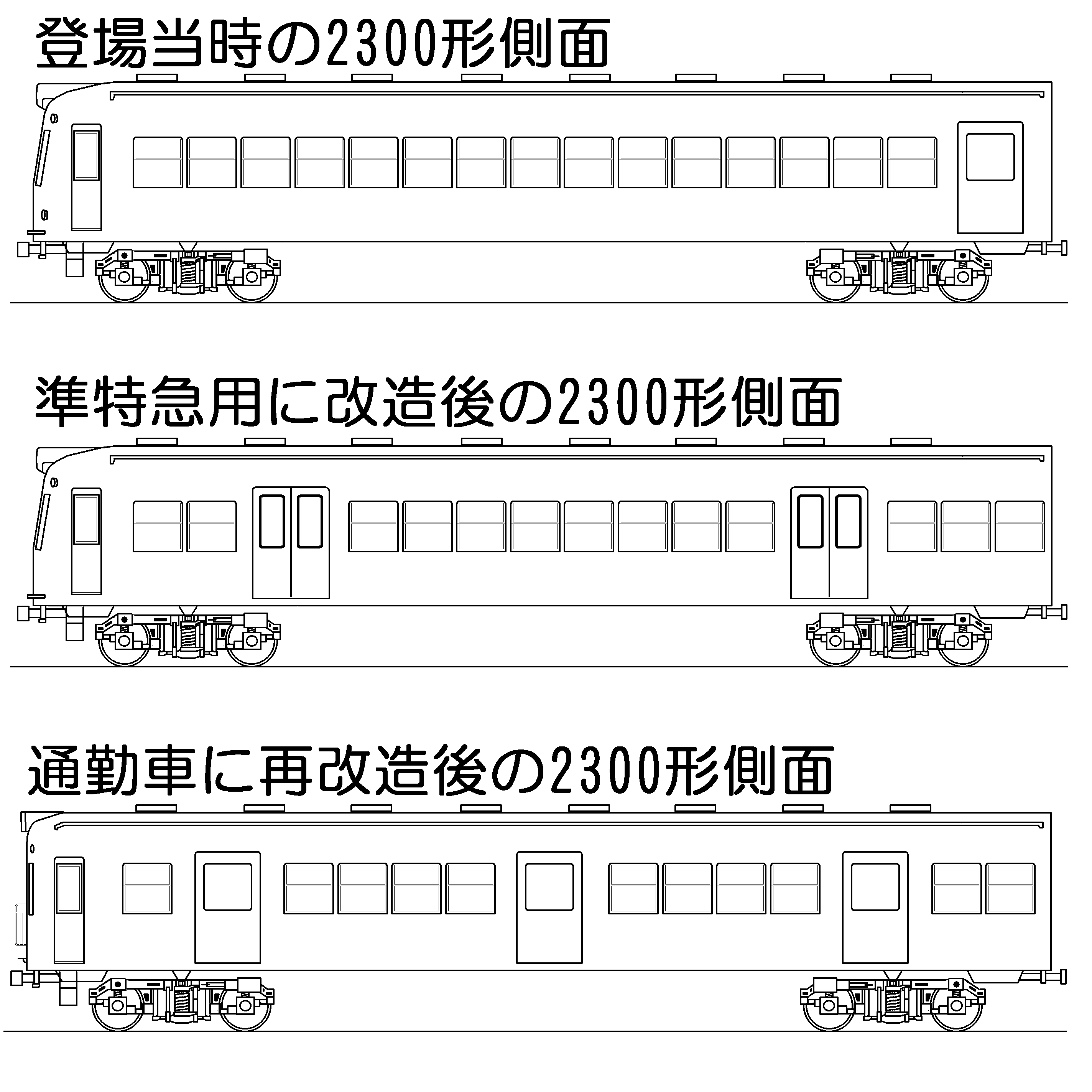
改造に伴う側面窓配置の変遷

前述のとおり特急列車の輸送力は増強されていたが、需要増はそれを上回っており、1953年の春秋の行楽期の週末には定員制・ノンストップのサービス急行が運行され、1956年4月のダイヤ改正では下りは休前日3本、上りは休日3本が設定されて特急列車と同様に需要に応じ月ごとに運転本数が決められていた。その後1959年4月1日のダイヤ改正での特急全列車SE車化に合わせて、このサービス急行を座席指定制の準特急とすることとなり、特急運用から外された本形式4両1編成を2扉セミクロスシート車に改造したものと、新造した同じく2扉セミクロスシートの2320形4両2編成の計3編成をこの準特急として運用することになった。この3編成の設計条件は以下の通り。
- 2300形と2320形は座席指定列車で共通運用とするため、座席配置を合わせる。
- 通常の急行列車にも使用するため、乗降扉は幅1300 mmの両開扉とする。
- クロスシート部は1500 mmピッチの固定クロスシート24席とする。
- 2320形は座席配置に関連する部分以外は2220形と合わせ、窓枠も同じものを使用する[注釈 6]。

上記設計条件を基にした本形式の改造内容は以下の通り。
- 各車両に1300 mm幅の両開き扉を増設し、窓と扉の配置は先頭車のデハ2301・デハ2304がd1(1)D(1)6(1)D(1)2（d：乗務員扉、D：客用扉、()：戸袋窓）、中間車のデハ2302・デハ2303は2(1)D(1)6(1)D(1)2とする（デハ2302の洗面所部は狭窓）。
- 座席は扉間に3ボックス6組の固定式クロスシートとロングシートを、車端部にロングシートを配置する。
- デハ2303の放送室・喫茶スタンドを撤去。
- 室内壁面を浅黄色から淡緑色に変更し、室内灯、荷棚、吊り手、扇風機などは2220形と同一仕様に改造もしくは新設。
- 正面は下部中央に電照式方向幕を設置し、塗り分けも2200形と同様の直線パターンとしたほか、尾灯は窓上の種別灯と兼用として下部のものを撤去、前照灯下部の汽笛を撤去し床下に移設、前面窓ワイパーを2200形と同様のものに交換。

1959年4月のダイヤ改正より、2300形1編成と2320形2編成の共通運用を主体とした準特急の運転が開始され、下りは休前日3本、上りは休日3本が設定されて新宿 - 箱根湯本間95分で運転され、平日は主に急行などの料金不要列車に使用された。なお、場合によっては特急列車に充当されることもあったほか、当時は2両単位で車両検査が行われていたため、変則的な編成として4両編成の2300形および2320形それぞれ2両に分割したものを連結した4両編成で運行されることもあった。1960年3月25日ダイヤ改正における各列車は以下の通り。
| - 下り - 2501（休前日）：新宿13:21発→箱根湯本14:59着 - 2503（休前日）：新宿14:21発→箱根湯本15:51着 - 2505（休前日）：新宿15:21発→箱根湯本16:51着 | - 上り - 2502（休日）：箱根湯本16:05発→新宿17:39着 - 2504（休日）：箱根湯本17:05発→新宿18:39着 - 2506（休日）：箱根湯本17:35発→新宿19:04着 |

その後休日に新宿発9:50（2507列車）と箱根湯本発11:36（2508列車）が設定されたが、1963年4月1日ダイヤ改正より3100形（NSE車）2編成が導入され、同年11月4日にさらに2編成が導入されて特急の30分ヘッドでの運転が行われ、これに合わせて1963年4月1日ダイヤ改正で準特急という種別が廃止されることとなり、本形式はこれに先立つ2月に、2320形は5月に運用を外された。

### 通勤車時

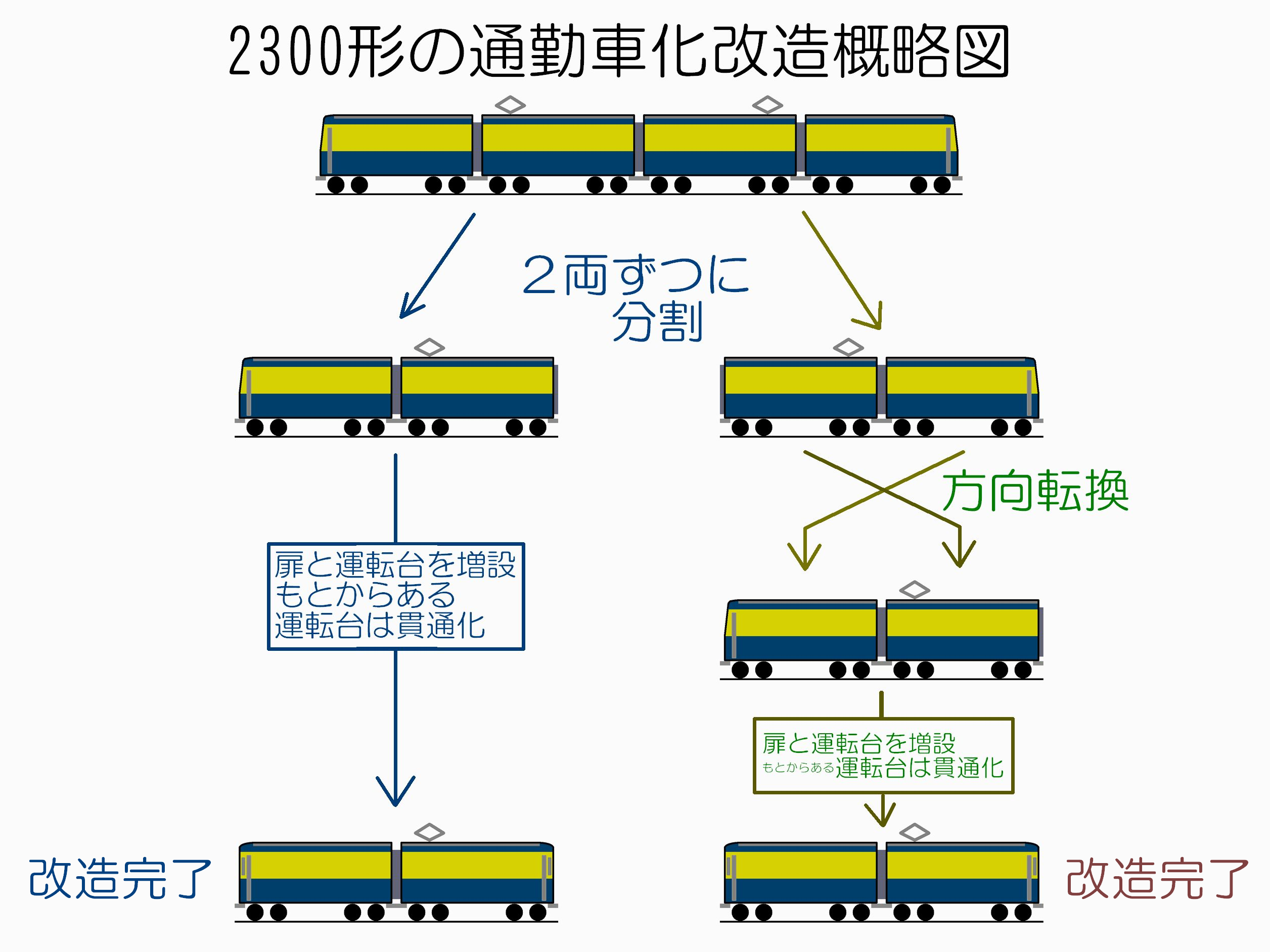
通勤車化改造の概略図

準特急の運用から外された本形式は、2400形HE車へ増結するための2両編成が不足していたことから、2両編成のロングシート3扉車に改造された。1963年2月より東急車両製造で実施された改造内容は以下の通り。
- デハ2301とデハ2302、デハ2303とデハ2304の2編成に分割して2両編成とし、床下機器配置を、新宿側の車両に制御器・小田原側の車両に電動発電機・電動空気圧縮機という配置に揃えるため、デハ2301とデハ2302は方向転換の上、番号を入れ替え[35]。
- 正面は2400形の図面を参考とした前照灯2灯式で行先表示器を貫通扉埋込式とした貫通形に改造[注釈 7]された。
- 客用扉は2200形・2220形と同様の1100 mm幅の片開き扉を3箇所に設置し、窓と扉の配置をd(1)D(1)2D(1)2D(1)1（d：乗務員扉、D：客用扉、()：戸袋窓）に変更。
- 室内の座席はすべてロングシートとし、旧デハ2302のトイレを撤去。

なお、前面は編成の両先頭側とも同一の形態となっているが、車体端から乗務員室扉までの長さが旧来からの先頭車であるデハ2302(2代)・デハ2304と、先頭車改造されたデハ2301(2代)・デハ2303とでは異なっており、前者では乗務員室扉は車体端から650mmの位置に、後者では450mmの位置にあって以降の窓と扉の配置全体がずれており、連結面側車体端部から車体端部の窓までの寸法も両者で異なるものとなっている。
3扉ロングシート化後は、2200形・2220形・2320形と共通運用となり、小田急のダイヤ上も同一形式扱いであったため、本形式も含めた4形式をまとめて「ABFM車」「FM車」と呼ばれるようになった。当初は他のABFM車と同様、HE車の増結などに使用されていたが、大型車の増加とともに、2両編成を3本連結した6両編成での運用が目立つようになった。
本形式は2220形と同様の外観となったが、側面窓は扉間に800 mm幅の窓が4個並ぶスタイルで、車体幅も他のABFM車よりも広い2800 mmのままであったこと、集電装置はユニット後寄りに設置という点などで判別可能であった。3扉ロングシート化後の主な改造履歴は以下の通り。
- 1968年：正面列車種別表示器、OM-ATS、信号炎管を設置。
- 1969年：ケイプアイボリーにロイヤルブルーの帯を巻く新塗装に変更、連結器を密着自動連結器から密着連結器に交換。
- 1974年：自動電気連結器、乗降扉の再開閉スイッチおよび列車無線装置設置の設置。なお、同年には他のABFM車には扉下にプラットホームと車体の間の隙間を埋めるためのステップが設置されたが、車体幅が広い本形式においてはステップ設置はされていない[38]。

### 廃車・他社への譲渡

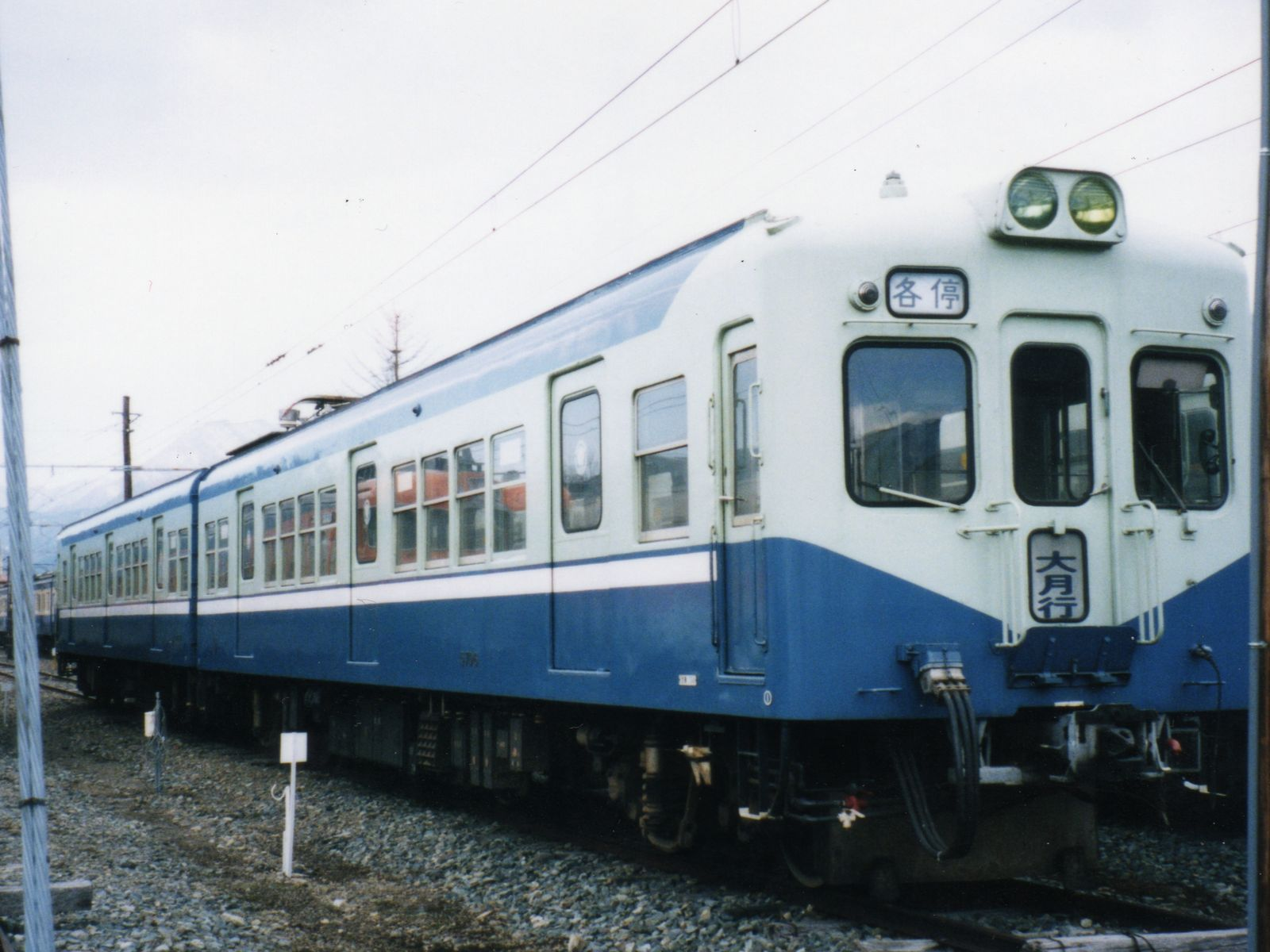
譲渡後の2300形（富士急5700形）

1982年最後の5200形増備車群の新製配置によりABFM車の廃車が開始され、本形式は2200形1編成とともに1982年8月31日付で4両全車両が廃車となり、富士急行に譲渡された。

#### 富士急行5700形
富士急行に譲渡されて同年11月に5700形モハ5701・モハ5702（デハ2302・デハ2301）およびモハ5705・モハ5706（デハ2303・デハ2304）となり、主力車両の一部として運用され、1984年には台車を2220形の廃車で捻出されたFS316に交換している。
その後京王5000系を譲受した1000系により代替され、1993年10月に同社5700形で初めてモハ5701・モハ5702（デハ2302・デハ2301）が廃車となり、残るモハ5705・モハ5706（デハ2303・デハ2304）も1995年10月に廃車となった。なお、5700形には保存目的で譲渡した車両も存在したが、本形式を由来とする車両は4両全車が解体された。なお、モハ5701・モハ5702の台車が廃車後に銚子電気鉄道デハ1000形に流用されているが、実際には解体前に同じ5700形の5726・モハ5725（旧小田急デハ2228・デハ2227）と台車を振替えて、こちらが譲渡されたと推定されている。